# Bruno Tussani
Bruno Tussani (Russi, 18 febbraio 1922 – Bologna, 23 settembre 1998) è stato un calciatore italiano, di ruolo portiere.

## Carriera
Nella stagione 1940-1941 fa parte della rosa del Ravenna in Serie C, mentre l'anno seguente è invece tesserato dalla Fiorentina, società di Serie A, con cui non scende però mai in campo in partite ufficiali.
Dopo una stagione in prestito all'Ala Littoria in Serie C, gioca 3 partite nel Campionato Alta Italia con la maglia del Ravenna, subendo in totale 4 reti; torna poi alla Fiorentina, con cui disputa il campionato toscano.
Dopo la fine della Seconda guerra mondiale viene ceduto dalla squadra toscana al Forlì, con la cui maglia nella stagione 1945-1946 gioca 13 partite nella Serie B-C Alta Italia.
Nell'estate del 1946 passa al Perugia: in biancorosso subisce 41 reti in 30 presenze nella stagione 1946-1947, disputata in Serie B, e viene riconfermato in squadra anche per la stagione 1947-1948, che chiude con altri 41 gol subiti in 24 presenze nella serie cadetta.
Gioca in Serie B anche nella stagione 1948-1949, questa volta con la maglia del Lecce dopo la retrocessione rimediata l'anno precedente con il Perugia. Con la squadra salentina gioca un'unica partita di campionato, nel corso della quale subisce 4 reti.
A fine anno passa all'Italcalcio, dove gioca un campionato in Prima Divisione ed uno in Promozione. Nel 1951 si trasferisce invece all'Astrea, squadra in cui gioca quattro tornei consecutivi nei campionati regionali laziali (il primo in Prima Divisione e gli altri tre in Promozione) fino al ritiro, avvenuto nel 1955.
In carriera ha giocato complessivamente 55 partite in Serie B (più altre 13 nel torneo misto di Serie B e C della stagione 1945-1946) con un totale di 84 reti subite.

## Palmarès

### Club

#### Competizioni regionali
- Prima Divisione: 1

Astrea: 1951-1952 (girone A)